# Чжалайнор
Чжалайно́р (кит. упр. 扎赉诺尔, пиньинь Zhālàinuò'ěr) — район городского подчинения городского округа Хулун-Буир автономного района Внутренняя Монголия (КНР). Название района является искажением названия озера Далайнор, произошедшим при строительстве здесь в 1901 году станции КВЖД.

## История
После образования марионеточного государства Маньчжоу-Го посёлок Чжалайнор (扎赉诺尔街) вошёл в состав хошуна Шинэ-Барга-Юци. В 1941 году он вошёл в состав провинции Северная Синъань, которая в октябре 1943 года была объединена с рядом других провинций в провинцию Объединённая Синъань. В январе 1945 года был официально образован город Чжалайнор.
В мае 1948 года город Чжалайнор был преобразован в район Чжалайнор аймака Хулун-Буир. В январе 1949 года он был преобразован в посёлок Чжалайнор, а в апреле 1949 года присоединён к городу Маньчжурия, став одним из его районов.
В феврале 1957 года район Чжалайнор был преобразован в Горнодобывающий район Чжалайнор (扎赉诺尔矿区) и поднят в статусе до уездного уровня. В июне 1958 года его органы власти уездного уровня были расформированы, а 9 октября того же года он вновь вошёл в состав города Маньчжурия.
В июле 1980 года правительство автономного района вновь сделало Горнодобывающий район Чжалайнор административной единицей уездного уровня. В 2004 году Горнодобывающий район Чжалайнор был преобразован в район Чжалайнор и перешёл под юрисдикцию властей города Маньчжурия. 8 марта 2013 года в соответствии с постановлением Госсовета КНР район Чжалайнор стал районом городского подчинения городского округа Хулун-Буир.

## Административно-территориальное деление
Район Чжалайнор делится на 5 уличных комитетов и 1 посёлок.
| № | Название        | Название (кит.) | Статус          | Население чел. (2010) | На карте                         |
| - | --------------- | --------------- | --------------- | --------------------- | -------------------------------- |
| 1 | Четвертая улица | 第四街道办事处  | уличный комитет | 24 480                | 49°28′52″ с. ш. 117°41′03″ в. д. |
| 2 | Линцуань        | 灵泉镇          | поселок         | 18 336                | 49°24′09″ с. ш. 117°40′43″ в. д. |
| 3 | Третья улица    | 第三街道办事处  | уличный комитет | 18 223                | 49°27′55″ с. ш. 117°41′44″ в. д. |
| 4 | Пятая улица     | 第五街道办事处  | уличный комитет | 13 568                | 49°25′55″ с. ш. 117°41′23″ в. д. |
| 5 | Вторая улица    | 第二街道办事处  | уличный комитет | 13 091                | 49°28′21″ с. ш. 117°41′59″ в. д. |
| 6 | Первая улица    | 第一街道办事处  | уличный комитет | 12 262                | 49°27′17″ с. ш. 117°43′41″ в. д. |